# Sclerochiton apiculatus
Sclerochiton apiculatus är en akantusväxtart som beskrevs av K. Vollesen. Sclerochiton apiculatus ingår i släktet Sclerochiton och familjen akantusväxter. Inga underarter finns listade i Catalogue of Life.